# Berta Soler
Berta de los Ángeles Soler Fernández (Matanzas, 31 de julio de 1963- ) es una disidente cubana. Actualmente es la líder de las Damas de Blanco, un movimiento ciudadano cubano que reúne a esposas y otros familiares de presos cubanos, considerados generalmente como presos políticos. Asumió el liderazgo del grupo luego de la muerte de su fundadora, Laura Pollán. En el 2012, la Associated Press la describió como "una de las principales disidentes cubanas" de la actualidad.

## Vida privada
Soler trabajó 25 años como técnico medio en microbiología en un hospital en La Habana antes de pedir la baja en el 2009 por sentirse acosada por agentes de la Seguridad del Estado. Está casada con Ángel Moya Acosta, un albañil disidente con quien tiene dos hijos, Luis Ángel y Lienys.

## Activismo
En marzo de 2003, el esposo de Soler, el fundador del Movimiento Independiente Opción Alternativa, fue arrestado durante la Primavera Negra, un esfuerzo por parte del gobierno cubano para silenciar a los disidentes políticos. Más adelante sería sentenciado a veinte años en prisión.
Después Soler se convirtió en uno de los miembros fundadores de las Damas de Blanco, un grupo formado por las esposas de prisioneros políticos. Cada domingo, sus miembros se visten de blanco y marchan sobre la Quinta Avenida de La Habana protestando la detención de sus esposos.
Cuando Moya sufrió de un disco herniado en octubre de 2004, Soler inició una campaña para exigir que el gobierno le proporcione una operación, enviando una carta a Fidel Castro en su nombre y llevando a cabo una protesta poco común en la Plaza de la Revolución de La Habana junto con las Damas de Blanco. Describió la protesta como su "derecho y deber" como esposa. Luego de dos días de protestas, Moya recibió una cirugía.
Soler fue una de los cinco miembros de las Damas de Blanco en ser seleccionadas para recibir el Premio Sájarov de 2005, otorgado por el Parlamento Europeo. El gobierno cubano impidió que las líderes del grupo asistieran a la ceremonia de entrega del premio en Estrasburgo (Francia), lo que llevó a un pedido oficial por parte del Parlamento Europeo hacia el gobierno cubano.
Luego de que Moya fuera liberado de prisión, él y Soler decidieron quedarse en Cuba y continuar con su lucha por la liberación de prisioneros políticos, pese a que se les ofreció asilo en España.
En 2013, siete miembros y exmiembros de las Damas de Blanco que denuncian a la presidenta Berta Soler por el desvío de los fondos económicos que reciben del exterior, así como por prácticas “dictatoriales”.

## Detenciones
En marzo de 2012, Soler y Moya fueron detenidos junto con tres docenas de otros manifestantes cuando realizaron su protesta semanal previo a la llegada del Papa Benedicto XVI. Soler le dijo a la prensa que las autoridades les habían advertido que se mantengan alejadas de las apariciones públicas del Papa, incluyendo las misas. Ella respondió a las autoridades diciendo que nadie en la tierra les podía pedir que se alejen de Cristo, ya que el Papa representa a Cristo en la Tierra.
El 8 de marzo de 2016, Berta Soler y otras seis activistas del grupo Damas de Blanco, junto a varios miembros de la Unión Patriótica de Cuba (UNPACU) fueron detenidos al tratar de asistir al juicio contra dos activistas cubanas acusadas de "desacato".